# میدان‌های گازی قطر

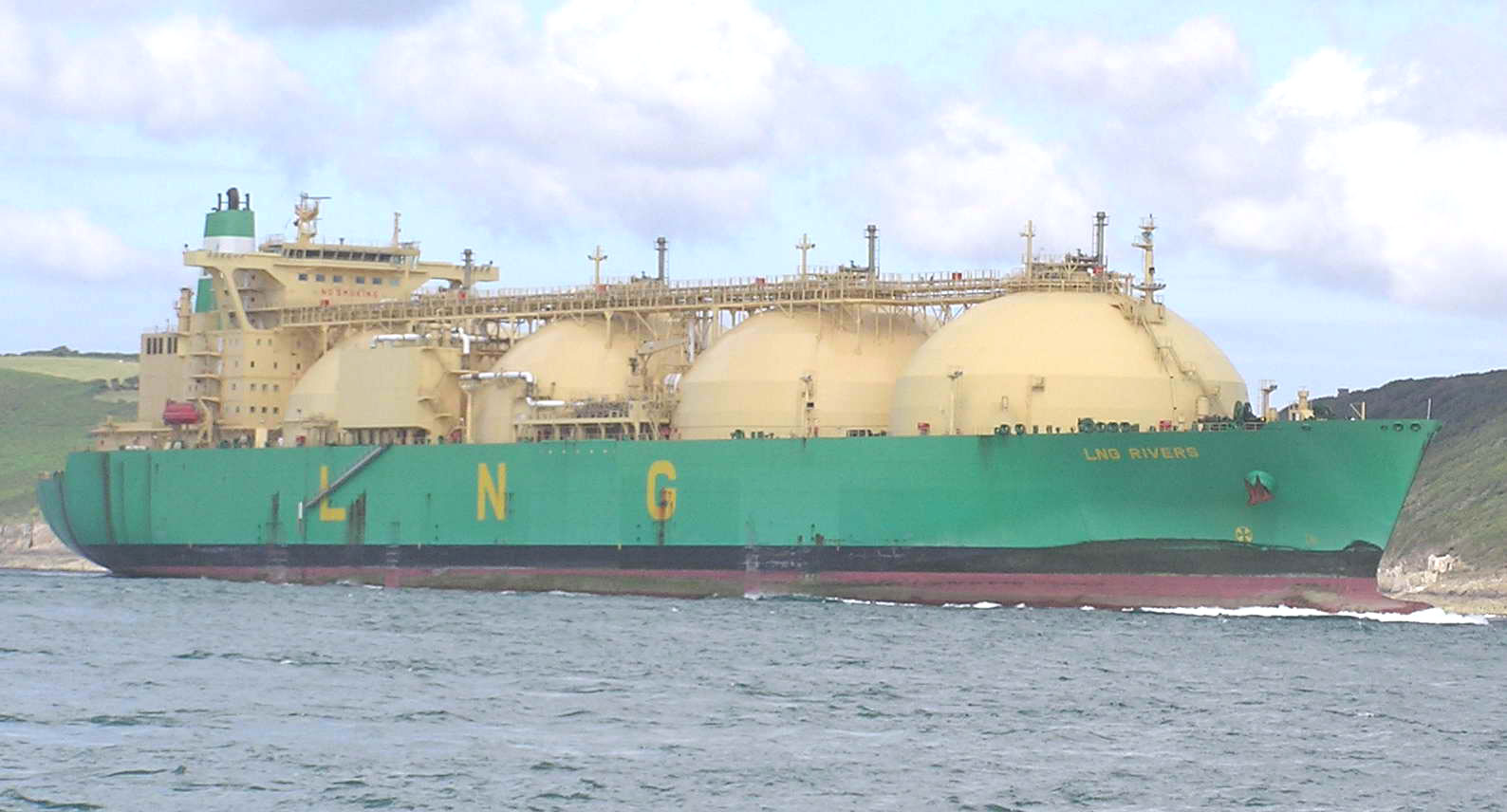
میدان‌های گازی قطر

میدان‌های گازی قطر سومین دارنده بزرگترین میادین گازی جهان را تشکیل می‌دهند. بر طبق اطلاعات ژورنال Oil & Gas Journal در سال ۲۰۰۹، میزان گاز موجود در مخازن گاز قطر ۸۹۰ تریلیون فوت مکعب (Tcf) برآورد شده‌است. با این حساب، این کشور ۱۵ درصد ذخایر گاز جهان را داراست. بیشترین میزان گاز در اختیار قطر در میدان گازی گنبد شمال (در ایران:پارس جنوبی) قرار دارد که به تنهایی ۴۵۰ Tcf گاز در خود جای داده.
قطر بزرگ‌ترین صادرکننده ال‌ان‌جی (گاز مایع) در جهان است و تصمیم دارد تا پایان سال ۲۰۱۰ ظرفیت تولید سالانه خود را به ۷۷ میلیون تن افزایش دهد. دلیلی که قطر نمی‌تواند همانند ایران گاز را به صورت طبیعی و از طریق خط لوله منتقل کند اینست که این کشور با شکلی همچون شبه جزیره دریا محصور شده‌است و امکان ایجاد خط لوله از زیر دریا برایش بسیار مشکل است. از این رو مجبور است گاز خود را به صورت ال‌ان‌جی درآورده و سپس صادر کند.
در سال ۲۰۰۸ قطر ۲ Tcf گاز به خارج صادر کرده‌است که ۷۰ درصد آن را گاز مایع تشکیل می‌داده است. عمده بازارهای مصرف گاز صادراتی قطر را کشورهای انگلستان، هند، چین و کره جنوبی تشکیل می‌دهند.